# Hoya parviflora
Hoya parviflora är en oleanderväxtart som beskrevs av Robert Wight. Hoya parviflora ingår i släktet Hoya och familjen oleanderväxter. Inga underarter finns listade i Catalogue of Life.